# Florenzio Aliprindi
Florenzio Aliprindi (Firenze, 17 giugno 1851 – Firenze, 7 settembre 1936) è stato un generale italiano, che fu comandante del V Corpo d'armata di Verona durante le fasi iniziali della prima guerra mondiale. Prima della grande guerra fu sottocapo di stato maggiore sotto Alberto Pollio e comandante del VII Corpo d'armata di Ancona.

## Biografia
Nacque a Firenze il 17 giugno 1851. Arruolatosi nel Regio Esercito a partire dal 1869 frequentò la Regia Accademia militare di Torino uscendone con il grado di sottotenente assegnato all'arma di artiglieria. Frequentò i corsi della scuola di guerra dell'esercito a Torino, e nel 1878 transitò in servizio nel corpo di stato maggiore. Promosso tenente il 13 giugno 1878, nell'agosto dello stesso anno entrò in servizio come addetto presso lo stato maggiore della Divisione militare di Firenze (11ª). Il 14 ottobre 1878 fu trasferito allo stato maggiore della Divisione militare di Perugia (12ª).
Con il grado di maggiore nel 1889 risultava in servizio presso lo Stato maggiore del III Corpo d'armata di Milano, allora al comando del tenente generale Ezio De Vecchi. Promosso al grado di colonnello, fu comandante del 59º Reggimento fanteria tra il 16 agosto 1893 ed il 27 febbraio 1896, partecipando alla guerra d'Abissinia nel 1895-1896, e poi ancora tra il 22 maggio 1896 e il 26 agosto 1897. Fu poi capo di stato maggiore del X Corpo d'armata. Divenuto maggior generale il 16 febbraio 1900, comandò la Brigata Pinerolo, e promosso tenente generale nel 1907 fu successivamente al comando della Divisione militare di Catanzaro (22ª). Rientrato in servizio presso il comando del corpo di stato maggiore, ricoprì l'incarico di sottocapo di stato maggiore sotto Alberto Pollio e poi fu nominato comandante (31 agosto 1910) del VII Corpo d'armata di Ancona.   All'atto dell'entrata in guerra del Regno d'Italia, avvenuta in 24 maggio 1915, era al comando del V Corpo d'armata di Verona, operante in seno alla 1ª Armata del tenente generale Roberto Brusati nel settore del Trentino. Rimase al comando del V Corpo d'armata in zona di operazioni sino al 26 giugno, quando fu esonerato dal comando da Luigi Cadorna e sostituito con il tenente generale Gaetano Zoppi.  Smobilitato fu nominato comandante del Corpo d'armata territoriale di Bologna e poi divenne Ispettore straordinario a disposizione del Ministero della guerra con il rango di comandante d'armata e fu decorato con la Medaglia mauriziana. Fu collocato in posizione ausiliaria il 5 febbraio 1919. Il 28 febbraio 1926 divenne socio corrispondente dell'Accademia Toscana di Scienze e Lettere "La Colombaria" divenendone urbano il 24 dicembre 1933.  Si spense a Firenze il 7 settembre 1936.

### Fonti
1. 1 2 3  Treccani.
2. 1 2 3  Gionfrida 2017, p. 257.
3. ↑   Bollettino ufficiale delle nomine, promozioni e destinazioni negli ufficiali e sottufficiali del R. esercito italiano e nel personale dell'amministrazione militare, 1878,  p. 199. URL consultato il 12 marzo 2021.
4. ↑   Annuario militare del Regno d'Italia, 1889,  p. 427. URL consultato il 12 marzo 2021.
5. ↑  Gazzetta Ufficiale del Regno d'Italia n.25 del 31 gennaio 1900, pag.343.
6. ↑   Annuario militare del Regno d'Italia, 1907,  p. 352. URL consultato il 12 marzo 2021.
7. ↑  Gazzetta Ufficiale del Regno d'Italia n.237 del 12 ottobre 1910, pag.5102.
8. ↑   Annuario militare del Regno d'Italia, 1912,  p. 387. URL consultato il 12 marzo 2021.
9. ↑  Coltrinari.
10. 1 2  Gazzetta Ufficiale del Regno d'Italia n.255 del 30 ottobre 1916, pag.5359.
11. ↑   Bollettino ufficiale delle nomine, promozioni e destinazioni negli ufficiali e sottufficiali del R. esercito italiano e nel personale dell'amministrazione militare, 1919,  p. 341. URL consultato il 12 marzo 2021.
12. ↑  Gazzetta Ufficiale del Regno d'Italia n.188 del 7 agosto 1914, pag.4377.